# パトリック・ギルモア
パトリック・サースフィールド・ギルモア（英語: Patrick Sarsfield Gilmore, 1829年12月25日 - 1892年9月24日）は、アイルランド生まれのアメリカの音楽家。パーシー・ギルモア（Percy Gilmore）とクレジットされることもある。

## 経歴

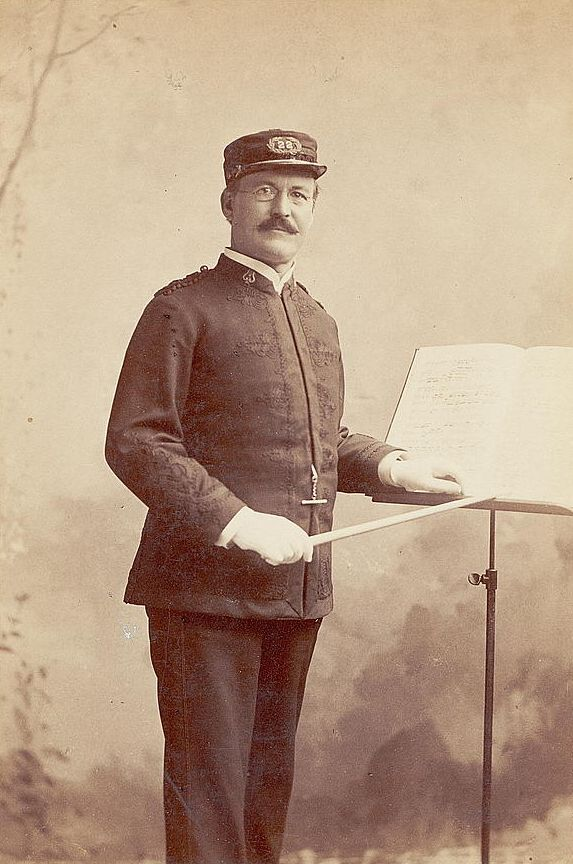
指揮棒を持ったギルモア

- 1829年12月25日 - アイルランド・ゴールウェイ県にて生まれる。
- 1848年 - ボストンへ移住し楽器店を創業する。また同じ頃チャールズタウン・サフォーク・セイレムなどにあるバンドで演奏するようになる。
- 1857年 - セイレムのバンドとともにワシントンD.C.にて開催されたジェームズ・ブキャナン大統領就任式典に参加する。
- 1859年 - 自らが主宰となりグランド・ボストン・バンドを結成する。
- 1861年 - 南北戦争の勃発にともなってバンド仲間とともに北軍に入隊する。
- 1864年 - ニューオーリンズにて開催された音楽祭に複数のバンドを引き連れ参加する。
- 1869年 - ボストンにて第1回「アメリカ平和祭」という5日間にわたる音楽祭を開催する。
  - このために5万人収容可能なホールも建設した。
- 1872年 - 上記のアメリカ平和祭に引き続き「世界平和記念国際音楽祭（英語版）」という音楽祭を開催する。
  - この音楽祭にはヨハン・シュトラウス2世やイギリスのグレナディア・ガーズなど世界中から有名な演奏家が集結した。
- 1876年頃 - サーカス・プロモーターのP・バーナムが「モンスター・クラシック&ジオロジカル・ヒッポロドーム」として設立したホールを借り受け、“ギルモアズ・ガーデン”に改称する。
- 1878年 - 北米演奏旅行を行う。
- 1892年9月24日 - ミズーリ州セントルイスにて死去（62歳）。

## 主な作品
- When Johnny Comes Marching Home（ジョニーが凱旋するとき）
- The Everlasting Polka
- 22nd Regiment March
- Music Fills My Soul With Sadness
- Good News from Home
- God Save the Union
- Seeing Nellie Home
- We are Coming Father Abraham

## 逸話
- ギルモアの精力的な活動を評し、ジョン・フィリップ・スーザは「現代コンサート・バンドの父」（Father of the Modern Concert Band）と呼んだ。
- ギルモアの編成するバンドは時には2千人の演奏家、また合唱隊としてさらに2万人を加えた大人数を動員することもあった。